# Lords Mobile
Lords Mobile é um videogame desenvolvido e publicado pela IGG e está disponível para download no Android, iOS e Steam . O jogo é gratuito para jogar e oferece compras no aplicativo. De acordo com a App Annie, o jogo é um dos aplicativos (estratégia) de maior bilheteria na App Store (iOS) e no Google Play . A descrição oficial do jogo afirma que tem mais de 200 milhões de jogadores em todo o mundo.
Em 2016, Lords Mobile ganhou o Google Play Awards de "Melhor Jogo Competitivo", e em 2017 foi nomeado para "Melhor Jogo Multijogador" e chamado de "Jogo de Excelência Android" pelo Google.

## Jogabilidade
Modos
O jogo combina RPG, estratégia em tempo real e mecânica de construção de mundo. Sua jogabilidade consiste em vários modos de jogo, sendo o mais notável deles as batalhas PVP. Os jogadores desenvolvem sua própria base e constroem um exército para atacar bases inimigas, destruí-las, capturar recursos e capturar líderes inimigos. Normalmente, os jogadores podem atacar apenas inimigos de seu próprio reino, mas durante a Guerra do Reino (KvK), todos os servidores (excluindo novos servidores) são abertos para ataques. Os jogadores podem atacar monstros e outros chefes mundiais (Darknests) que aparecem periodicamente no mapa do reino para reivindicar recursos deles. Além dos ataques habituais, os jogadores podem participar de concursos cujo objetivo é capturar um local no mapa, ganhando bônus para si ou para a guilda da qual faz parte.
O jogo também possui vários modos de jogo adicionais:
- Hero Stage - modo PvE, o jogador luta em uma série de desafios usando heróis únicos. Completar os estágios pode render ao jogador novos Heróis, experiência de Herói e materiais para equipamentos de Herói.
- Coliseu - modo PvP, o jogador seleciona até cinco heróis e luta contra os heróis pré-selecionados de outro jogador. As vitórias resultam em experiência de Herói e uma posição mais alta no ranking do Coliseu. A moeda premium do jogo, Gemas, é concedida aos jogadores com base em sua classificação.
- O Labirinto - modo PvE, o jogador pode desafiar um monstro para reivindicar vários recursos e itens de aceleração. Ocasionalmente, os jogadores podem ganhar um jackpot em Gemas.
- Kingdom Tycoon - modo PvE, o jogador usa um token de sorte para rolar um dado e avança até chegar ao final do mapa. O jogador ganha vários recursos, itens e até baús no caminho e um gremlin de gemas no final, onde tem a chance de ganhar o jackpot de joias.

Ataques e defesas no jogo requerem pensamento tático e estratégico desenvolvido. O jogador não deve apenas saber quais heróis levar para a batalha, que equipamento vestir, mas também ser capaz de tomar decisões rápidas relacionadas à situação atual. Capturando locais (ex. Maravilhas) requer em muitos aspectos a ação coordenada de vários jogadores de uma guilda.
Guildas
Os jogadores podem ingressar ou criar guildas para colaborar com outros jogadores, independentemente da localização. Guildmates são capazes de ajudar seus aliados com tempo de construção e tempo de pesquisa. Eles também podem ganhar recompensas para seus aliados derrotando monstros do mundo e fazendo compras no jogo. Cada guilda tem um líder (R5) que pode atribuir a classificação e as posições dos membros da guilda. As guildas terão R4s cujos deveres variam dependendo da guilda, mas geralmente envolvem a exclusão de missões do festival da guilda e permitindo que uma conta alternativa de membro entre e saia da guilda. A classificação dos líderes é R5 (mais alta) a R1 (mais baixa).
Festa da Guilda
Guild Fest é um evento recorrente que ocorre logo após Kingdom versus Kingdom (KvK). Durante o evento de uma semana, os jogadores selecionam várias missões para completar, desde coletar recursos de ladrilhos, ganhando várias essências de nível 19+ de darknests (isso só deve ser selecionado se eles forem um jogador T3 sem chance de realmente conseguir ajudar a ganhar o ninho), treinar tropas e completar Eventos Infernais. Por fim, a guilda receberá prêmios por sua participação no Guild Fest. No entanto, o valor monetário dessas recompensas gratuitas não se correlaciona com a quantidade de dinheiro que os jogadores provavelmente gastaram para atingir a pontuação mínima exigida.
Personagens
Lords Mobile apresenta mais de 50 personagens conhecidos como Heróis. Eles são divididos em três tipos: Força, Agilidade (ou Destreza), Inteligência. Todos os heróis são únicos com diferentes habilidades, atributos, designs e antecedentes. A estratégia do jogo pressupõe a necessidade de aprimorar esses personagens e comandar diferentes tipos de tropas (infantaria, combate à distância, cavalaria, máquina de cerco) para atacar qualquer posição e ordem nos alvos. Heróis adicionais estão disponíveis por meio de pacotes de compra no jogo, enquanto os heróis de lançamento do jogo estão todos disponíveis ao concluir os estágios do herói.

## Lançamento e marketing

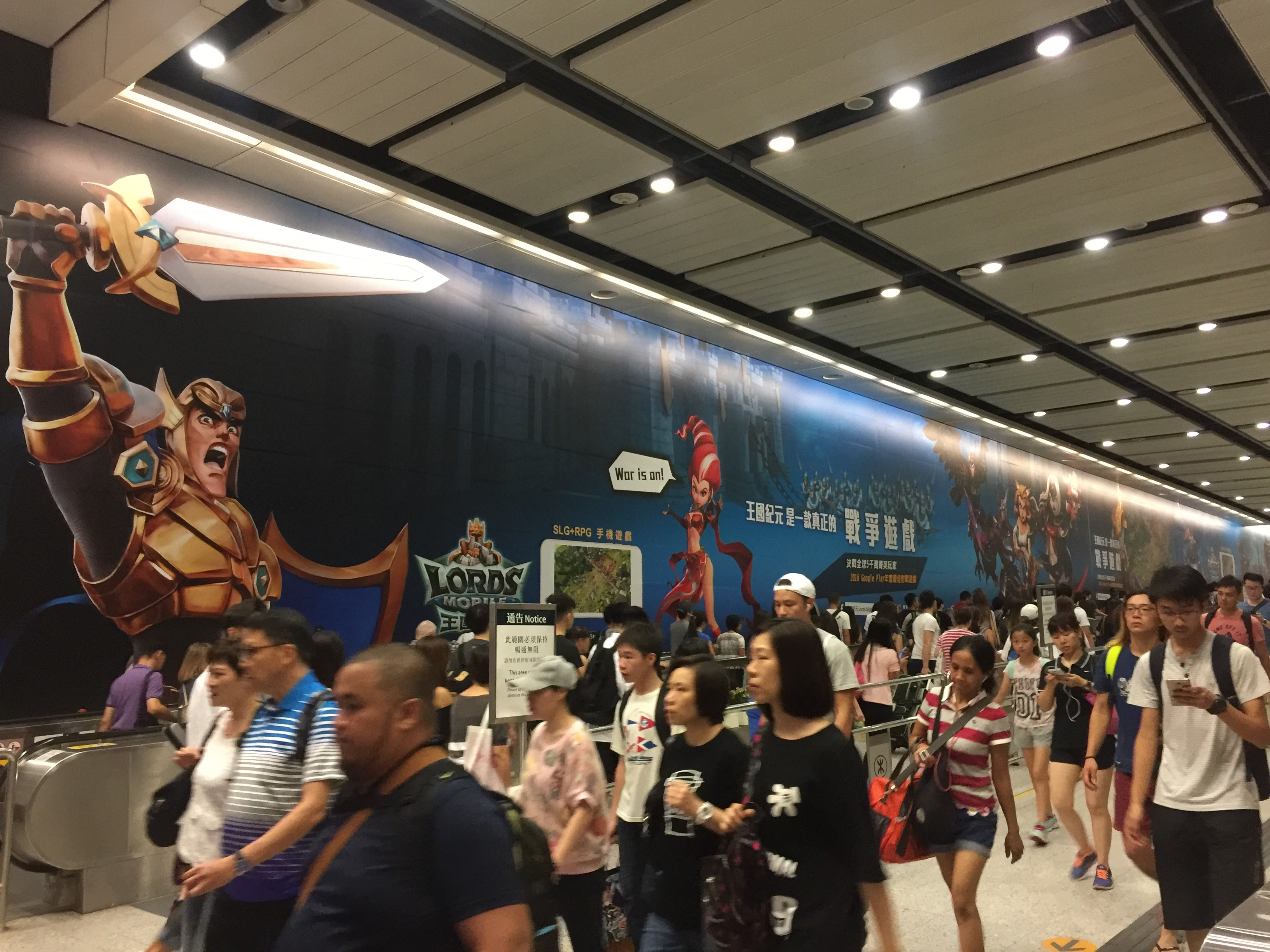
Banner do Lords Mobile no metrô de Hong Kong, 2017

A empresa realiza promoções massivas em diferentes partes do mundo (em particular na China e no sul da Ásia): as formas de marketing vão desde a cooperação com uma cadeia de supermercados ( Indomaret na Indonésia)  até convidar Youtubers famosos (por exemplo, Caster Wars em Tailândia ) e estrelas como representantes. Os endossos de celebridades mais notáveis do jogo são o cantor taiwanês Jolin Tsai (Cai Yilin), a atriz coreana Song Ji-hyo, o comediante japonês Daisuke Miyagawa e o ídolo da gravura Rio Uchida .

## Recepção
Em sua análise para GameZebo, Tom Christiansen apontou que mal conseguiu passar pela introdução do jogo. ("Esse tipo de tarefa é típica (embora em menor grau) em muitos jogos de estratégia para dispositivos móveis, mas Lords Mobile levou isso ao extremo"). Ele chamou a "graça salvadora" de um modo PvE no qual os jogadores podem controlar os heróis em tempo real e lançar habilidades. Porém, o resto da jogabilidade para ele parecia um trabalho de rotina, do qual ele desejava que os desenvolvedores se livrassem.